# 上海市黄浦区曹光彪小学
上海市黄浦区曹光彪小学是位於中華人民共和國上海市黃浦區長沙路1號的一所小學。該學校的名字來自於曹光彪。學校創辦於1995年2月，佔地3793平方米。建築面積9567平方米。學校有一個帶有電梯的7層教學樓。

## 外部連結
- 官方网站